# Stazione di Mignano Monte Lungo
Stazione di Mignano Monte Lungo vasútállomás Olaszországban, Mignano Monte Lungo településen.

## Vasútvonalak
Az állomást az alábbi vasútvonalak érintik:
- Róma–Cassino–Nápoly-vasútvonal

## Kapcsolódó állomások
A vasútállomáshoz az alábbi állomások vannak a legközelebb:
- Stazione di Rocca d'Evandro-San Vittore
- Stazione di Tora-Presenzano